# Francisco Javier Girón y Ezpeleta
Francisco Javier Girón y Ezpeleta (castellà: Francisco Javier Girón)  (Pamplona, 11 de març de 1803 - Madrid, 18 de desembre de 1869) fou un militar espanyol, el 2n Duc d'Ahumada i 5è Marqués de las Amarillas. És conegut per ser el fundador del cos de la Guàrdia Civil el 1844 que va dirigir fins a l'inici del bienni progressista (1854).

## Biografia
Girón va néixer en el si d'una important família militar-aristocràtica, la Casa de Girón, una antiga família que es remunta al segle XII. Girón era fill de Pedro Agustín Girón, 1r Duc d'Ahumada i 4r Marquès d'Amarillas. També era descendent de Pedro Téllez-Girón, més conegut com Pedro Girón, Mestre de l'Orde de Calatrava entre 1445 i 1466. Per part materna, també pertanyia a una família noble lligada tradicionalment a les armes. La seva mare era Concepción Ezpeleta Enrile, que era filla del general José Manuel de Ezpeleta, 1r comte d'Ezpeleta de Beire, que era Virrei de Navarra i Virrei de Nova Granada.
En nom del seu pare, Girón era nebot de Luis de las Casas y Aragorri, Gobernador General de Cuba i Capità General de la Cadis i net del General Castaños. D'altra banda, també era descendent de l'emperador asteca Moctezuma II, per part de la mare del seu avi patern Jerónimo Girón y Moctezuma, 3r Marquès de les Amarillas.
Així mateix, per part maternal, era nebot de José María Ezpeleta, 7è marquès de Montehermoso, Fermín Ezpeleta i Joaquín Ezpeleta, tots ells polítics i militars, i nebot de Pascual Enrile i Alcedo, governador general de les Filipines.
Finalment, va ser besnét de Jerónimo Enrile y Guerci, director de l'General Asiento a Havana i 1r marquès de Casa Enrile, i besnét de Simon de Aragorri y Olavide, un banquer adinerat d'origen Franco-espanyol que va ser ministre de Finances durant el regnat de Carlos III i home clau a la Cort de Madrid, segons impressions d'Alexander Humboldt durant el seu viatge a Espanya el 1799.